# Ahero
Ahero es una localidad de Kenia, con estatus de villa, perteneciente al condado de Kisumu.
Tiene 76 828 habitantes según el censo de 2009. Se sitúa unos veinte kilómetros al este de Kisumu.

## Demografía
Los 76 828 habitantes de la villa se reparten así en el censo de 2009:
- Población urbana: 8575 habitantes (3912 hombres y 4663 mujeres)
- Población periurbana: 42 155 habitantes (20 456 hombres y 21 699 mujeres)
- Población rural: 26 098 habitantes (12 445 hombres y 13 653 mujeres)

## Transportes
Se sitúa sobre la carretera A1, que une Sudán del Sur con Tanzania recorriendo el oeste de Kenia. Al noroeste, la A1 lleva a Kisumu, Kakamega, Kitale y Lodwar. Al sur, la A1 lleva a Kisii, Rongo y Migori. Al este de Ahero sale la carretera B1, que lleva a la A104 pasando por Kericho.